# Ria de Corme i Laxe

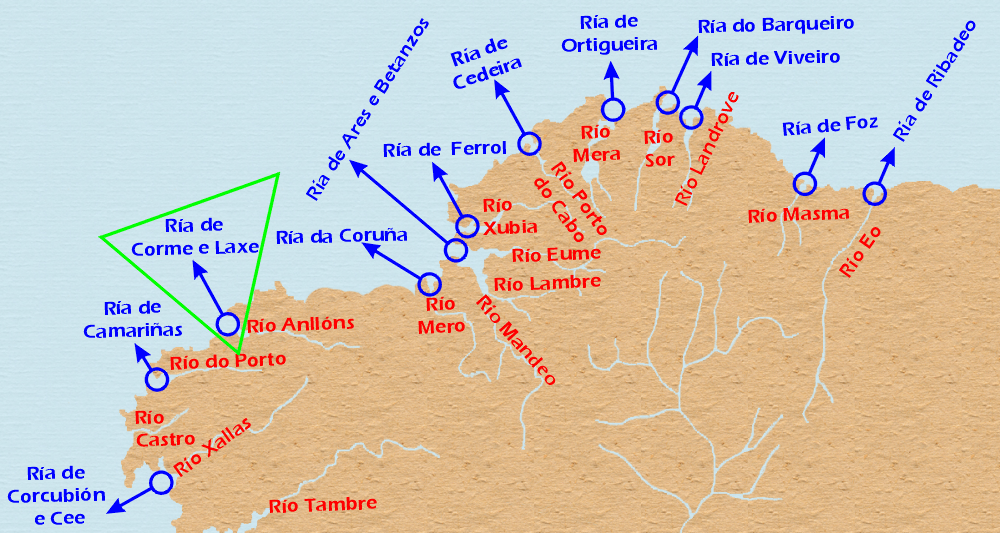
Localització de la ria de Corme i Laxe, al nord-oest de Galícia.

La ria de Corme i Laxe és una petita ria de la província de la Corunya, a Galícia. Forma part de les Rías Medias, sovint englobades dins les Rías Altas, i es troba entre la ria de la Corunya i la ria de Camariñas.
Està formada per la desembocadura del riu Anllóns i els seus límits són el cap Roncudo al nord i el cap Laxe al sud. La ria banya els municipis de Ponteceso, Cabana de Bergantiños i Laxe, vila que li dona nom, juntament amb Corme, petita localitat del municipi de Ponteceso.
A la ria hi ha diverses platges com A Hermida, Osmo i Balares al municipi de Ponteceso; Rebordelo i San Pedro al de Cabana, o la platja de Laxe. A més hi ha dos ports pesquers, el de Corme i el de Laxe.

## Galeria d'imatges

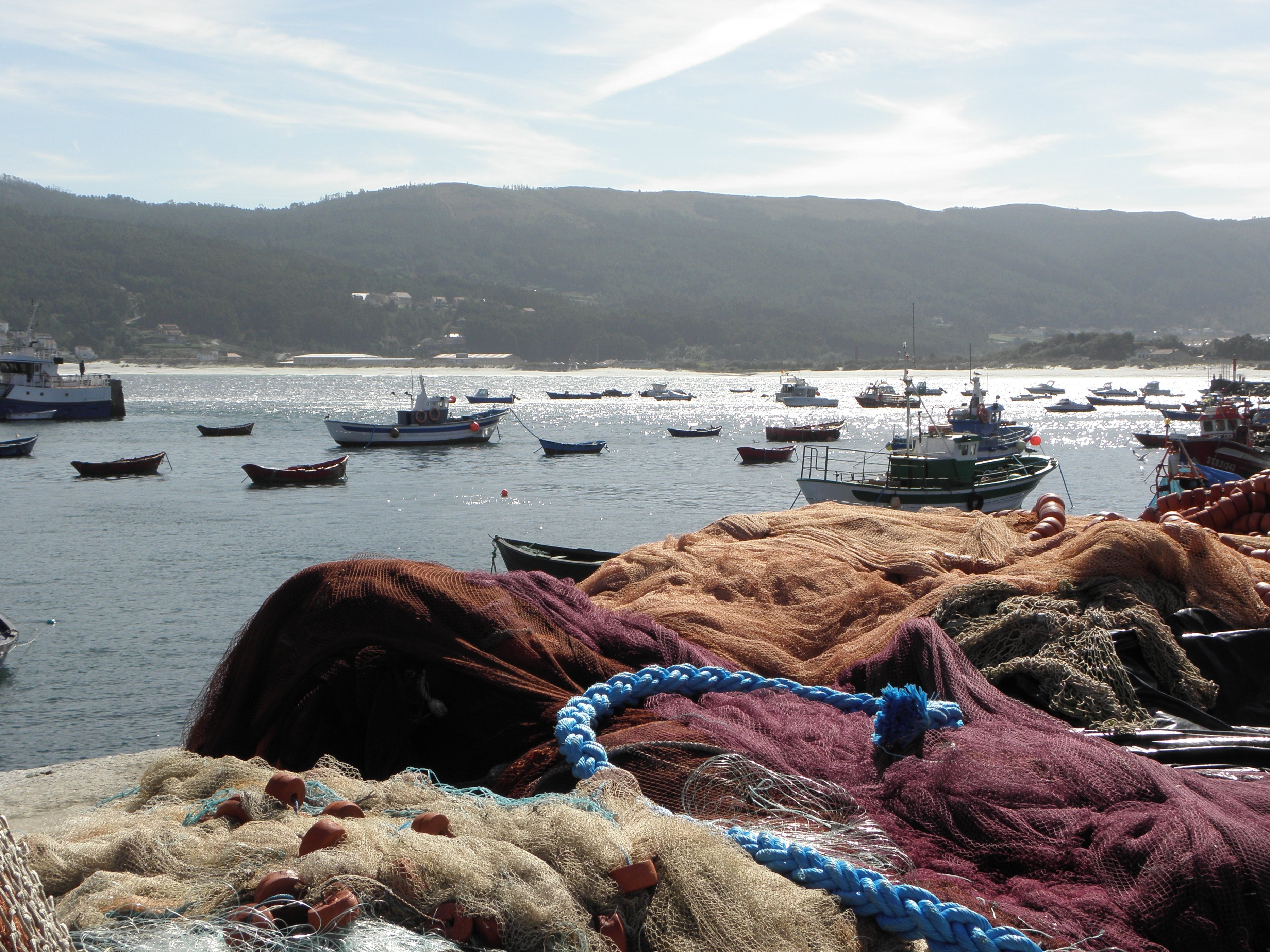
Vista de la ria
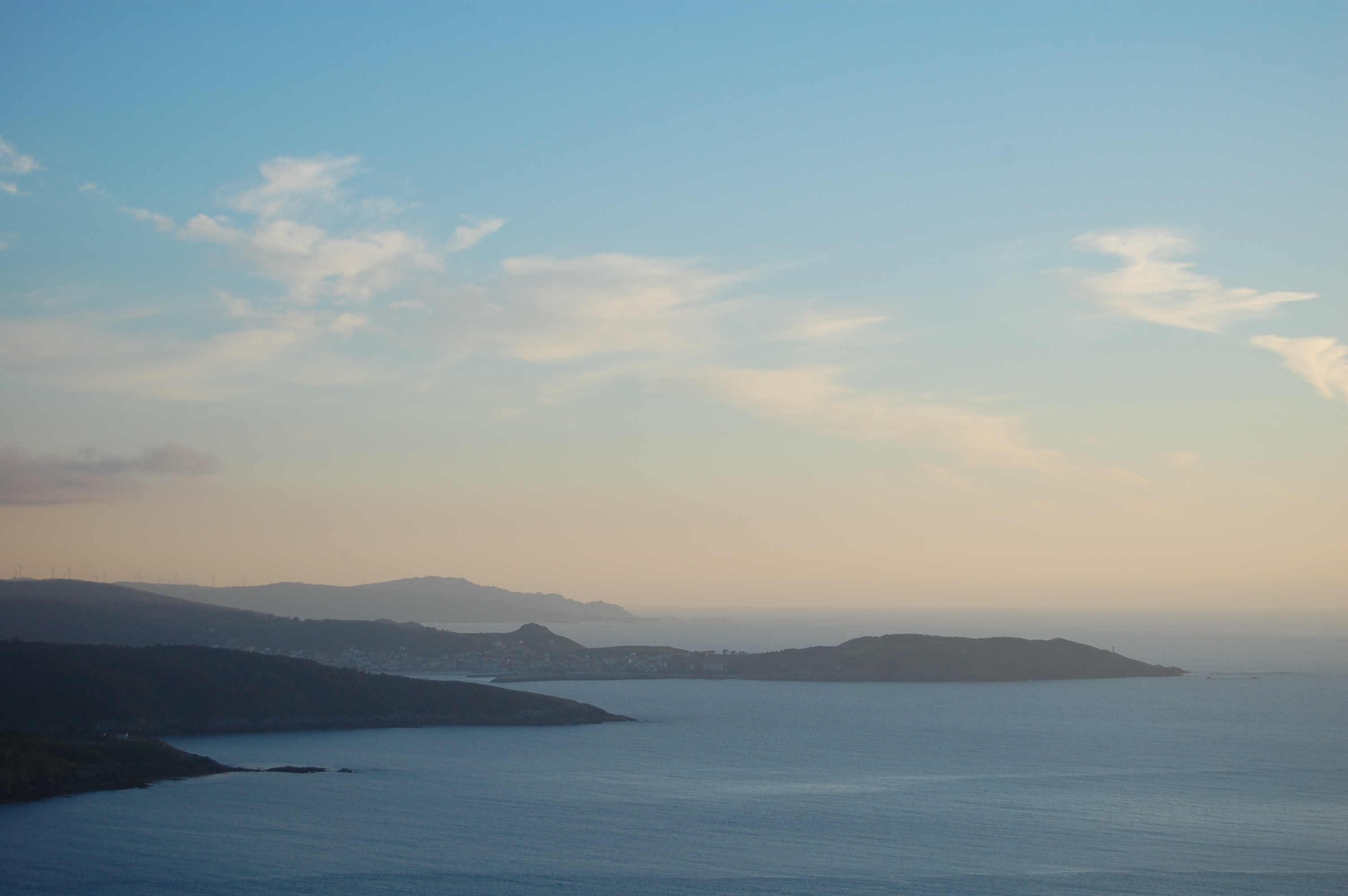
Vista de la ria
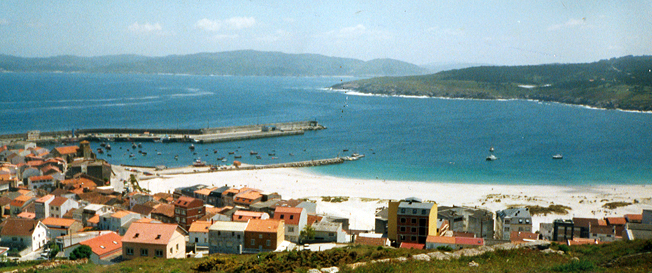
Vista de la ria